# Cantone di Château-Gontier
Il Cantone di Château-Gontier è una divisione amministrativa dell'Arrondissement di Mayenne.
È stato costituito a seguito della riforma approvata con decreto del 21 febbraio 2014, che ha avuto attuazione dopo le elezioni dipartimentali del 2015.

## Composizione
Comprende i 13 comuni di:
- Ampoigné
- Bouchamps-lès-Craon
- Château-Gontier
- Chérancé
- Craon
- Denazé
- Laigné
- Marigné-Peuton
- Mée
- Niafles
- Peuton
- Pommerieux
- Saint-Quentin-les-Anges